# Veneroida
Veneroida – rząd małży (Bivalvia) zaliczanych do Heterodonta obejmujący gatunki o jednakowo wykształconych połówkach muszli, z dwoma mięśniami zwieraczy. Zęby główne zamka położone są blisko szczytów, a przednie i tylne zęby boczne są od nich wyraźnie oddalone.
Rodziny zaliczane do tego rzędu grupowane są w ponad 20 nadrodzinach. Niżej wymieniono wybrane rodziny: 
- Astartidae – astartowate
- Cardiidae – sercówkowate
- Chamidae – ziejkowate
- Corbiculidae – korbikulowate
- Donacidae – urąbkowate
- Dreissenidae – racicznicowate
- Mactridae – maktrowate
- Solenidae – okładniczkowate
- Sphaeriidae – kulkówkowate
- Tellinidae – rogowcowate
- Tridacnidae – przydaczniowate